# Kiffin Rockwell
Pour les articles homonymes, voir Rockwell.
Kiffin Yates Rockwell, né le 20 septembre 1892 à Newport et mort le 23 septembre 1916 à Roderen, aviateur, est le premier pilote américain à abattre un avion ennemi pendant la Première Guerre mondiale. Le 18 mai 1916, il attaque et détruit un avion allemand au-dessus du front, en Alsace.

## Biographie
Kiffin Rockwell est le fils du pasteur baptiste James Chester Rockwell et de sa femme Loula Ayres. Après la mort de James Rockwell des suites de la fièvre typhoïde à l'âge de vingt-six ans, la famille déménage plusieurs fois, pour finalement s'installer à Asheville.
Ses grands-pères paternels et maternels ont combattu pendant la Guerre de Sécession et il grandit en écoutant des histoires de batailles et de marches. Ils ont également enseigné au jeune garçon la pêche, la chasse et l'équitation.
De 1906 à 1908, il fréquente l'Asheville High School et, à l'automne 1908, s'inscrit à l'Institut militaire de Virginie,. À l'automne 1909, il part pour l'Académie navale des États-Unis, puis, après avoir suivi des cours préliminaires, il rejoint son frère Paul à l'université Washington and Lee, à Lexington, où se trouve une plaque à Lee Chapel à la mémoire de Kiffin Rockwell.
En 1912, il fait une pause dans ses études pour voir le monde. Il voyage sur la côte du Pacifique et dans l'Ouest canadien, puis s'installe à San Francisco, où il ouvre une agence de publicité qui, selon son frère Paul, emploie jusqu'à vingt personnes.
En 1913, il retourne à Asheville avant de rejoindre Paul Rockwell à Atlanta, où il trouve un emploi chez Massengale Advertising Agency.

### Première Guerre mondiale
Au déclenchement de la Première Guerre mondiale, le 3 août 1914, les frères Rockwell offrent leurs services à la France par lettre au consul général de France à la Nouvelle-Orléans.
James Norman Hall, l'auteur de « l'Histoire du Lafayette Flying Corps » a suggéré que Kiffin Yates Rockwell était le premier Américain à s'être engagé volontairement dans l'armée française au début de la Première Guerre mondiale. Sans attendre de réponse du consulat, les frères Rockwell embarquent à bord du SS St Paul de l'American Line à New York. Le 7 août 1914 ils partent pour l'Europe, où ils s'engagent dans la Légion étrangère française.
Le 9 mai 1915, Kiffin Rockwell reçoit une balle dans la jambe lorsque son unité, le 1er régiment étranger, charge à la Targette, au nord d'Arras. Il passe six semaines à l'hôpital. Lorsqu'il part pour Paris en congé de convalescence, sa jambe est complètement guérie.
Pendant son séjour à Paris, il passa du temps avec son frère, Paul, déclaré inapte au service actif pour une blessure grave à l'épaule pendant l'hiver 1914-1915. Après sa convalescence, Paul est transféré à la mission de presse alliée du grand quartier général de l'armée française et travaille comme correspondant de guerre au Chicago Daily News.
Kiffin, quant à lui, demande son transfert dans l'aviation militaire française. Il est parmi les premiers Américains à rejoindre l'escadron de chasse bientôt connu sous le nom d'Escadrille Lafayette. La création de l'Escadrille Américaine (Escadrille N.124) est autorisée, par le gouvernement français, le 21 mars 1916.
Le 18 mai 1916, Kiffin Rockwell, aux commandes d'un Nieuport, abat un avion allemand d'observation biplace, au-dessus du front d'Alsace malgré des avaries de moteur. Il devient le premier pilote américain à abattre un avion ennemi pendant la Première Guerre mondiale.
Le 26 mai 1916, lors de la bataille de Verdun, il est blessé au visage lors d'un combat aérien ; il refuse de rester à l'hôpital.

### Mort

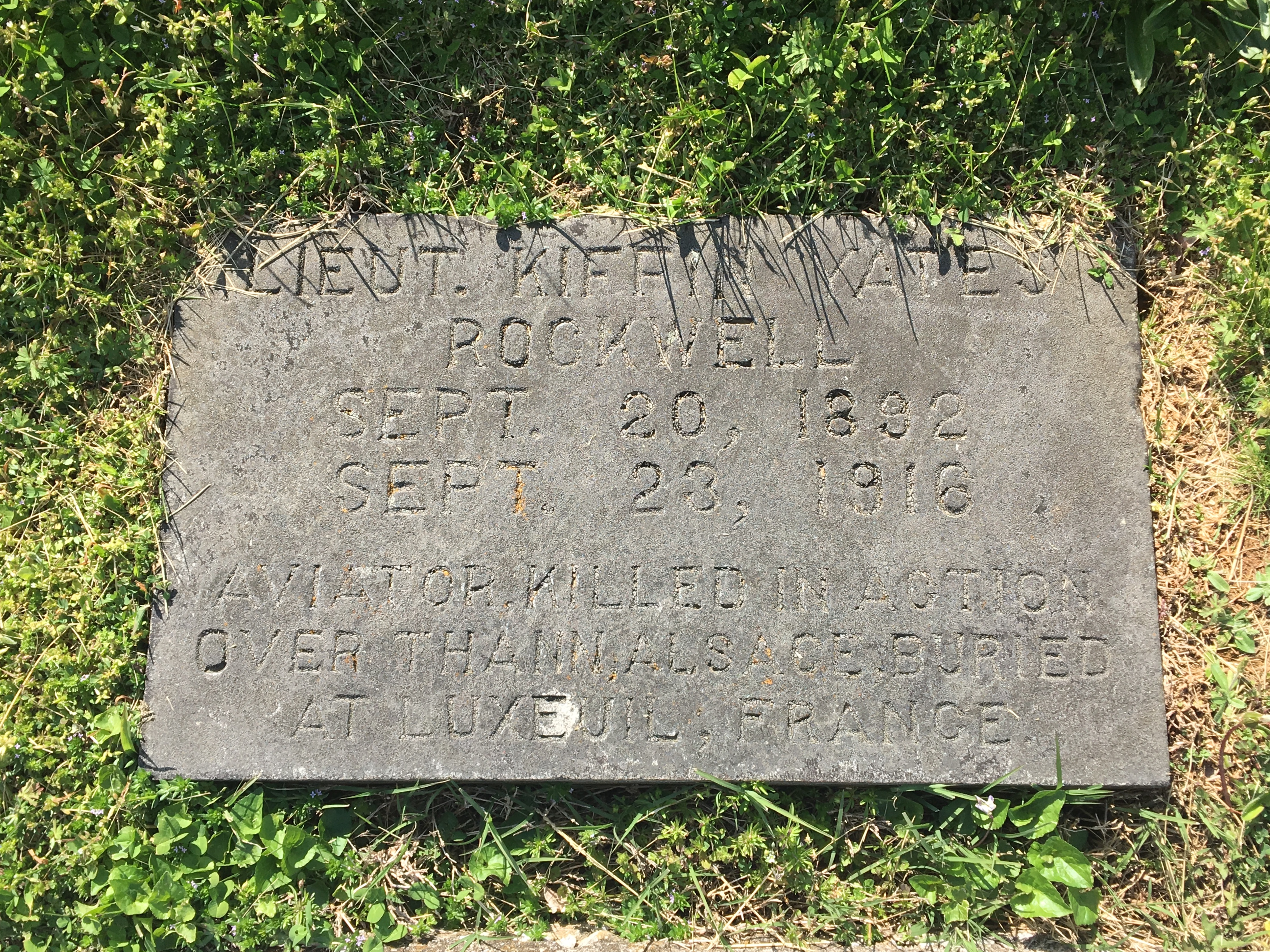
Plaque commémorative de Rockwell à Morristown. Il est inhumé à Luxeuil-les-Bains, en France.

Le 23 septembre 1916, lors d'un combat aérien, Kiffin Rockwell est atteint à la poitrine par une balle explosive et tué sur le coup. Son avion s'écrase entre la première et la deuxième ligne de tranchées françaises dans la commune de Roderen. Rockwell est le deuxième aviateur américain à mourir au combat en France. Il est enterré avec les honneurs militaires.
Il repose au carré militaire du cimetière communal de Luxeuil-les-Bains (tombe 44). Il a également une pierre tombale au cimetière Emma Jarnagin à Morristown où sa famille est enterrée.

## Reconnaissance
Son nom est inscrit sur des plaques commémoratives : 
- Au Panthéon de Paris[12];
- Á Guewenheim[13];
- Á Roderen[14] ;
- Du monument commémoratif aux volontaires américains morts pour la France, place des États-Unis dans le 16e arrondissement de Paris[15];
- Au mémorial de l'Escadrille La Fayette à Marnes-la-Coquette[16].

## Distinctions
Il est reconnu « Mort pour la France »,,.
- Médaille militaire[8].
- Croix de guerre 1914–1918[8].